# Arma 2
Arma 2 ist ein von Bohemia Interactive entwickelter Taktik-Shooter mit starkem Simulationscharakter. Es ist der offizielle Nachfolger von Arma: Armed Assault und wurde in Deutschland erstmals am 29. Mai 2009 von Peter Games für Microsoft Windows veröffentlicht. Die Veröffentlichung in anderen Ländern erfolgte über IDEA Games und 505 Games.
Seit dem 27. Juni 2010 ist das Standalone Add-on Arma 2: Operation Arrowhead auf dem Markt, das ebenfalls von Bohemia Interactive entwickelt wurde. Am 12. September 2013 erschien der offizielle Nachfolger Arma 3.

## Handlung
Arma 2 spielt auf dem fiktiven Festland von Tschernarussland. Als weitere Karte ist die Insel Utes beigelegt. Der Spieler agiert als Teil eines Spezialkommandos, um für Stabilität in dem umkämpften Land zu sorgen. Die Kommunistische tschernarussische Bewegung des roten Sterns versucht gegen die bestehende Regierung zu putschen und wirft das Land in einen mörderischen Bürgerkrieg mit hohen Verlusten und Gräueltaten auf allen Seiten.
Der Konflikt lehnt sich stark an die Vorkommnisse im August 2008 des Georgienkonfliktes zwischen Russland und Georgien an.

## Spielprinzip
Da Arma 2 eine Militärsimulation ist, liegt der Realitätsgrad sehr hoch, bereits einzelne Treffer in die Extremitäten können die Handlungsmöglichkeiten des Spielers einschränken – z. B. hinkt die Spielfigur bei einem Treffer ins Bein – oder ihn vollkommen kampfunfähig machen. Oft kann eine Mission nur erfolgreich beendet werden, wenn Rücksicht auf die Teammitglieder genommen wird und die Situation vor dem Angriff in Ruhe analysiert wird. Es kann beispielsweise je nach Situation sinnvoll sein, den Gegner aus größter Distanz zu bekämpfen oder dessen Position aufzuklären um dann mit dem gesamten Team gleichzeitig aus der Nähe zuzuschlagen. Generell ist ein Frontalangriff auf feindliche Stellungen eher ein Garant für einen schnellen virtuellen Tod als für Erfolg, sodass sich das Spielerlebnis erheblich von üblichen, actionlastigeren Egoshootern wie beispielsweise Call of Duty 4: Modern Warfare oder Battlefield: Bad Company 2 unterscheidet.

## Entwicklungsgeschichte
Arma 2 ist der offizielle Nachfolger von Arma: Armed Assault. Das Spiel gehört dem Genre der Taktik-Shooter an, hat jedoch auch einen starken Simulationscharakter. Arma 2 bietet im Gegensatz zu Arma bessere Grafik an Objekten und Personen. Die Grafik der Landschaft und Vegetation ist etwa gleich geblieben. Das Spiel simuliert die ballistischen Flugbahnen der abgegebenen Schüsse und die Fahreigenschaften von Fahrzeugen.
Ab Version 1.63 muss man Steam besitzen, um das Spiel spielen zu können, der Multiplayer ist mit der Non-Steam-Version auf Grund des Gamespy's Shutdown nicht mehr möglich.
Seit dem 23. Juni 2011 war eine komplett kostenlose Version von Arma 2 mit dem Namen Arma 2 Free verfügbar. Dabei handelte es sich um eine im Umfang reduzierte Version, in der die Kampagne, der Mod-Support und die hochaufgelösten Texturen fehlten, wobei der Multiplayer-Modus unberührt blieb, sodass Gefechte zwischen Kauf- und kostenloser Version möglich waren.
Arma 2 Free wurde am 22. April 2014 eingestellt.
Gegen Ende 2009 stellte Bohemia Interactive eine Software namens „BI Tools 2“ zum Entwickeln von Objekten etc. zum Download bereit. Der Editor spielt in Arma 2 ebenfalls eine zentrale Rolle. Er erlaubt dem Spieler, eigene Missionen zu erstellen und diese nachher zu spielen oder mit anderen zu teilen. Für einfache Missionen reichen die vorhandenen Tools wie „Wegpunkte setzen“ und „Einheiten erstellen“ aus. Wenn höhere Ansprüche an die Mission gelegt werden, muss mit Skripts gearbeitet werden.

## Rezeption
Nach Veröffentlichung wurde das Spiel für eine Vielzahl von Programmfehlern kritisiert, die insbesondere die Kampagne beinahe unspielbar machen. Daneben sei die künstliche Intelligenz zwar stellenweise sehr fortschrittlich, meistens wirke sie jedoch überfordert. Außerdem könne sie durch Hindernisse hindurchsehen, was das Balancing unausgeglichen mache. Daniel Shannon vom Online-Magazin GameSpot lobte aber den für einen Shooter überdurchschnittlich großen Umfang des Spiels. Die Kämpfe seien außerdem sehr fordernd gestaltet.
Wie auch schon bei Armed Assault und Operation Flashpoint entwickelte sich um Arma 2 eine aktive Modszene. Zu den bekanntesten Mods zählt DayZ.

## Erweiterungen

### Arma 2: Operation Arrowhead
Arma 2: Operation Arrowhead ist ein Standalone-Spiel und erschien ein Jahr später. Es enthält neue Einheiten für eine Wüstenkampagne, die im fiktiven Staat Takistan im Jahre 2012 spielt. Die Thematik sowie die Gegner ähnelt dem Afghanistan-Konflikt. Die USA wird nun durch die reguläre US-Armee im neuen ACU-Gewand dargestellt und ist mit dem neuen FN SCAR ausgerüstet. Die USA wird durch Soldaten anderer Nationen wie deutsche KSK-Einheiten und tschechische Spezial-Einheiten gestützt. UN-Einheiten werden durch die fiktiven Tschernorussischen Streitkräfte des Hauptspiels dargestellt und tragen Blauhelmüberzüge statt der Standardhelmüberzüge.

### Arma 2: British Armed Forces
Arma 2: British Armed Forces ist ein Add-on-Paket der Entwickler, das seit August 2010 über das Internet angeboten. Es enthält eine Auswahl an Fahrzeugen, Soldaten und Waffen der britischen Streitkräfte in Wüstentarnung. Hinzu kommen eine Kampagne und mehrere Missionen. Es kann z. B. über Steam heruntergeladen werden.
Im Patch 1.54 für Arma 2: Operation Arrowhead vom August 2010 wurde eine Lite-Version eingebaut. Es ist für Spieler gedacht, die das britische Add-on nicht haben. Alle Einheiten sind enthalten – mit der Besonderheit, dass deren Texturen nur eine Auflösung von 64 × 64 Pixel haben und somit verschwommen sind. Es wurde eingefügt, um Komplikationen im Multiplayer zu vermeiden. Das aktuelle Patchlevel ist British Armed Forces Patch v1.03.

### Arma 2: Private Military Company
Im November 2010 erschien die Erweiterung Arma 2: Private Military Company. Sie fügt Einheiten eines privaten Militärunternehmens, neue Fahr- und Fluggeräte und eine neue Kampagne hinzu. Durch den Patch 1.01 werden auch vier Einzelmissionen hinzugefügt.

### Arma 2: Army of the Czech Republic
Am 30. Juli 2012 erschien die Erweiterung Arma 2: Army of the Czech Republic. Sie fügt Einheiten der Tschechischen Streitkräfte hinzu. Es enthält unter anderen zwei Inseln, neue Soldaten oder das ATF Dingo.

## AufArma 2basierende Spiele
- Iron Front: Liberation 1944